# Gobierno Garrido
El Gobierno Garrido es el ejecutivo regional de la Comunidad de Madrid, constituido inicialmente tras la investidura en mayo de 2018 de Ángel Garrido como presidente de dicha comunidad autónoma española. En abril de 2019, tras la dimisión de Garrido, Pedro Rollán pasó a ejercer la presidencia en funciones.

## Historia
Investido por la Asamblea de Madrid el 18 de mayo de 2018, Ángel Garrido tomó como posesión como presidente de la Comunidad de Madrid tres días más tarde, el 21 de mayo; desde la renuncia de Cristina Cifuentes en abril de 2018 hasta entonces había ejercido como presidente en funciones. Los miembros que escogió como consejeros de su gobierno tomaron posesión a su vez en la Real Casa de Correos un día más tarde, el 22 de mayo.
| Nombre                              | Retrato | Cargo | Inicio             | Fin                 | Partido | Partido       | Refs        |
| ----------------------------------- | ------- | --- | ------------------ | ------------------- | ------- | ------------- | ----------- |
| Ángel Garrido García                |         | Presidente de la Comunidad de Madrid                                                                           | 21 de mayo de 2018 | 11 de abril de 2019 |         | PP            |             |
| Pedro Rollán Ojeda                  |         | Vicepresidente, consejero de Presidencia y portavoz del Gobierno Presidente Interino de la Comunidad de Madrid | 22 de mayo de 2018 |                     |         | PP            | [ 3 ]       |
| Engracia Hidalgo Tena               |         | Consejera de Economía, Empleo y Hacienda                                                                       | 22 de mayo de 2018 |                     |         | PP            | [ 3 ]       |
| Rosalía Gonzalo López               |         | Consejera de Transportes, Vivienda e Infraestructuras                                                          | 22 de mayo de 2018 |                     |         | PP            | [ 3 ]       |
| Yolanda Ibarrola de la Fuente       |         | Consejera de Justicia                                                                                          | 22 de mayo de 2018 |                     |         |               | [ 3 ]       |
| María Dolores Moreno Molino         |         | Consejera de Políticas Sociales y Familia                                                                      | 22 de mayo de 2018 |                     |         |               | [ 3 ]       |
| Enrique Ruiz Escudero               |         | Consejero de Sanidad                                                                                           | 22 de mayo de 2018 |                     |         | PP            | [ 3 ]       |
| Carlos Izquierdo Torres             |         | Consejero de Medio Ambiente y Ordenación del Territorio                                                        | 22 de mayo de 2018 |                     |         | PP            | [ 3 ]       |
| Rafael van Grieken Salvador         |         | Consejero de Educación e Investigación                                                                         | 22 de mayo de 2018 |                     |         |               | [ 3 ]       |
| Jaime Miguel de los Santos González |         | Consejero de Cultura, Turismo y Deportes                                                                       | 22 de mayo de 2018 |                     |         | Independiente | [ 3 ] [ 4 ] |